# Linia kolejowa Venezia – Udine
Linia kolejowa Wenecja-Udine – włoska państwowa linia kolejowa, biegnąca przez regiony Wenecja Euganejska i Friuli-Wenecja Julijska, łącząca Wenecję z Udine.
Linia jest zarządzana przez RFI SpA, która obsługuje również inne włoskie linie kolejowe. Przewozy pasażerskie są obsługiwane przez Tenitalia.
Linia jest dwutorowa i jest w pełni zelektryfikowana napięciem 3000 V pradu stałego. Linia przebiega przez Mestre, Mogliano Veneto, Treviso, Pordenone i Conegliano.
Do głównych stacji na linii należą: Venezia Mestre, Treviso Centrale, Conegliano, Sacile i Casarsa.